# Occulte moord
Occulte moord is een hoorspel van Philip Levene. Murder Beyond werd op 4 maart 1964 door de BBC uitgezonden. Paul van der Lek vertaalde het en de KRO zond het uit op vrijdag 15 augustus 1969 (met een herhaling op woensdag 15 januari 1992). De regisseur was Léon Povel. Het hoorspel duurde 59 minuten.

## Rolbezetting
- Frans Somers (Stephen Kendall)
- Andrea Domburg (Alice Gardner)
- Willy Ruys (dokter Fletcher)
- Fé Sciarone (Mrs. Bayliss)
- Peronne Hosang (Hilary Sands)
- Paul van der Lek (inspecteur Alchin)
- Harry Bronk (Treeves, zijn assistent)

## Inhoud
Stephen Kendall heeft een telefoongesprek met Alice Gardner, die juist terug is van de begrafenis van haar broer Lewis, die ook met Kendall bevriend was. Ze heeft het gevoel alsof hij nog in huis is. In de studeerkamer hangt nog de sigarenrook en ook de stand van de meubels geeft de indruk van iemands aanwezigheid. Lewis was dan wel gestorven door barbitalvergiftiging, maar toch wil ze de waarheid over zijn dood weten. Op advies van Kendall neemt ze contact op met zijn vriendin Mrs. Bayliss, een soort medium en helderziende. Op een dag dat er bij haar een seance wordt gehouden, komen daar lieden samen die allemaal krampachtig het verleden najagen. Zo is daar dokter Fletcher, een scheikundige. Zijn vrouw is bij een bootreis overboord gevallen. Spiritisme heeft voor hem wel geen wetenschappelijke basis, maar een paar menselijke zwakheden deden hem toch besluiten de seance bij te wonen. Daar zijn ook de knappe mevrouw Hilary Sands, wier man door een auto-ongeluk om het leven kwam, de publicist Kendall en Alice Gardner. Tijdens het begin van de seance sterft Mrs. Bayliss. Wat is het motief en wie is de dader? Dat het een onnatuurlijke dood is, staat wel vast. Inspecteur Alchin en zijn assistent Treeves staan voor een moeilijke opgave, maar er is een oplossing voor de “occulte moord”…